# Yussif Chibsah
Yussif Chibsah (ur. 30 grudnia 1983 w Akrze) – ghański piłkarz, grający na pozycji pomocnika.

## Kariera klubowa
Chibsah profesjonalną karierę rozpoczął w rodzinnym kraju. Przez kilka lat reprezentował barwy najpierw King Faisal Babes, a następnie Asante Kotoko. W wieku 23 lat postanowił wyjechać za granicę. W sezonie 2006−2007 reprezentował barwy drugoligowego klubu Hapoel Nacerat Illit, a na początku 2008 roku trafił do Szwecji. Przez kilka lat reprezentował barwy zespołu Gefle IF, a przed sezonem 2012 przeniósł się do Djurgårdens IF. W sezonie 2014/2015 grał w Alanyasporze, a następnie przeszedł do GAIS. Grał też w Ljungskile SK, gdzie zakończył karierę.

## Kariera reprezentacyjna
W reprezentacji Ghany zadebiutował w 2004 roku.

## Sukcesy
Asante
- Mistrzostwo Ghany: 2003, 2005